# Bifoun
Bifoun est une localité du Gabon, située dans le département d'Abanga-Bigné, district BIFOUN ABANGA, province du Moyen-Ogooué.
C'est une ville-carrefour autrement appeller BIFOUN DES PAVÉS 3604 par c'est habitants, au croisement des routes nationales 1 et 2, qui permettent de desservir Libreville à l'ouest, Lambaréné au sud et Ndjolé à l'est.
De par ce fait un jeune natif nommé Don kaff en a fait une marque déposée de vêtements. 